# Bythocrotus cephalotes
Bythocrotus cephalotes là một loài nhện trong họ Salticidae.
Loài này thuộc chi Bythocrotus. Bythocrotus cephalotes được Eugène Simon miêu tả năm 1888.